# サンドネス

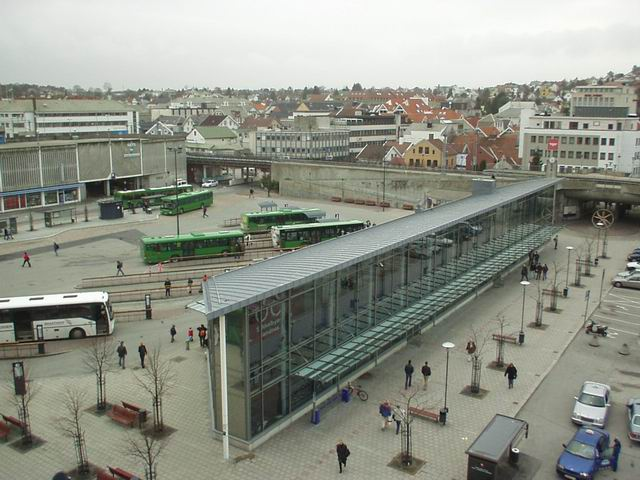
バスターミナル。通称「ルーテン」

 サンドネス（ノルウェー語: Sandnes）は、ノルウェーのローガラン県にある市、ないしはそれを中心とする基礎自治体（以下、本稿では便宜上「市」と記述する）。ヤーレン地域にあたる。サンネスとも表記される。

## 基礎情報
1860年にホイランから分立するとともに、都市権を手にいれた。1965年1月1日にホイランド、ホーレ各市の農村部とヘトラン市の一部を編入。

### 地名
市制施行の当時あったふるい農場にちなみ命名された。初めの sand は砂もしくは砂浜、後ろの nes は岬を意味する。

### 紋章
1972年4月21日に制定された現在の紋章には、陶器が描かれている。製陶は18世紀後半の主要産業のひとつであった。このモチーフはライルガウク（leirgauk、陶器のカッコウ）というオカリナないしかんたんなフルートで、市内の窯元が宣伝用に作製したものである。

## 地理
スタヴァンゲルの南15kmに位置する市内では、ふたつの都市がコナベーションを形成する。西でソーラと、南でクレップおよびティメと、東でギェスダールおよびフォシャンとそれぞれ接する。ガンズフィヨルドが南北に走る。ソーラにスタヴァンゲル空港がある。
アウストロット (Austrått) 、フィヨ (Figgjo) 、ガンダール (Ganddal) 、ハナ (Hana) 、ホーレ (Høle) 、ルーラ (Lura) 、マルムハイム (Malmheim) 、リシャ (Riska) 、サンドヴェ (Sandved) 、ソーマ (Soma) 、スタンゲラン (Stangeland) 、スヴィラン (Sviland) 、トロネス (Trones) の各地区に分かれる。
地勢は平坦で、砂浜が点在する西海岸から内陸に行くにつれて標高400から500mの山が出現する。スタヴァンゲルからサンドネスまで、クルマで一時間ほどかかる。市内のダルスヌテン (Dalsnuten) やリフィエル (Lifjell) といった山々からは、サンドネス/スタヴァンゲル一帯を一望できる。有名なリーセフィヨルドへもクルマやボートで行ける。

### 主要都市との距離
- スタヴァンゲル 12km
- クリスティアンサン 155km
- ベルゲン 170km
- オスロ 305km
- オーレスン 400km
- トロンハイム 570km
- トロムソ 1360km

## 経済
多様な小売店が集うサンドネスには、近隣の地域から買い物客が集まる。自転車製造のオイランDBSが本社を置くことから「自転車のまち」としても知られ、市は1996年にレンタサイクル事業を始めた。
スタヴァンゲルとの境に、活気に満ちた工業団地がある。そこでは北海の海底油田とIT関連産業の影響で、活発な活動が展開されている。サンドネスとスタヴァンゲルのあいだにも、クヴァドラト（広場の意）をはじめショッピングモールやデパートが続々開業している。
住民の3割近くがスタヴァンゲルの事業所に雇用されている。
かつては郊外で粘土がよくとれたことから製陶業が発展し、ノルウェーの「陶器のまち」として知られた。

## 文化・スポーツ
サッカークラブ・サンドネス・ウルフの本拠地である。
世界保健機関 (WHO) の健康都市ネットワークに、ノルウェーで唯一加盟している。
サンドネスとスタヴァンゲルはイギリスのリヴァプールとともに、2008年の欧州文化首都に選ばれた。
高等教育機関として、フォルス高等学校とルンデハウゲン高等学校が2010年に合併したヴォーゲン高等学校がある。

## 出身有名人
- トマス・ディブダール - シンガーソングライター
- チャルタン・サルヴェセン - 『アイドル』シリーズ2の優勝者